# U-511
U-511 – niemiecki okręt podwodny typu IX C z okresu II wojny światowej. W 1943 roku został sprzedany i wcielony do marynarki japońskiej pod oznaczeniem RO 500.

## Historia
Wcielony do służby w 4. Flotylli Szkolnej celem treningu i zgrania załogi pod dowództwem Kptlt. Friedricha Steinhoffa. Pod koniec maja 1942 roku przekazano go do dyspozycji Wernhera von Brauna celem przeprowadzenia eksperymentów z wystrzeliwaniem pocisków rakietowych z zanurzonego okrętu podwodnego. Wybór U-511 nie był przypadkowy – bratem dowódcy był dr Ernst Steinhoff, naukowiec pracujący w ośrodku w Peenemünde. Na pokładzie okrętu zainstalowano kratownicowe prowadnice pocisków 30-cm Wurfkörper Spreng. Próby okazały się udane, zdołano wystrzelić rakiety z głębokości 12 m. Brak możliwości skutecznego celowania uniemożliwiał jednak wykorzystanie broni przeciwko jednostkom pływającym, dodatkowym problemem okazało się znaczne ograniczenie sterowności okrętu. Zaniechano dalszych prób.
1 sierpnia 1942 roku U-511 został włączony do 10. Flotylli jako jednostka bojowa. Okręt odbył jeszcze dwa patrole bojowe pod dowództwem Steinhoffa, drugi z nich został przerwany z powodu choroby dowódcy. Po powrocie do Lorient przekazał on dowództwo Kptlt. Fritzowi Schneewindowi. Po odbyciu jednego atlantyckiego rejsu otrzymał on rozkaz przeprowadzenia okrętu do Japonii celem przekazania go Cesarskiej Marynarce Wojennej. U-511, pod kryptonimem „Marco Polo I”, 10 maja 1943 roku wypłynął w rejs do Penangu na Malajach, transportując dokumentację, materiały istotne dla japońskiego wysiłku wojennego oraz pasażerów: inżynierów i dygnitarzy. 22 maja na zachód od Freetown uzupełnił paliwo z „podwodnego zbiornikowca” U-460, 27 maja przekroczył równik, a 10 czerwca wpłynął na Ocean Indyjski. Tam zdołał zatopić dwa amerykańskie frachtowce typu Liberty, by w połowie lipca dotrzeć do Penangu.
Ostatni etap podróży – port Kure na wyspie Honsiu został osiągnięty 7 sierpnia, nie bez kłopotów m.in. ostrzelania przez statek z japońskiego konwoju. Oficjalne przekazanie okrętu sojusznikowi nastąpiło 16 września 1943 roku. Dokładne oględziny i próby morskie wykazały z punktu widzenia potrzeb Japończyków znaczne niedostatki okrętu: mały zasięg, niska prędkość podwodna, zawodne silniki Diesla, niewydajne instalacje wentylacyjne i chłodzące. Z tych powodów nie zdecydowali się na produkcję licencyjną U-Bootów tego typu. U-511, już jako RO 500, nie brał czynnego udziału w działaniach bojowych. Wykorzystywany w celach testowych i szkoleniowych, symulował na przykład podczas ćwiczeń aliancką jednostkę. Poddany we wrześniu 1945 roku w Maizuru wojskom amerykańskim, 30 listopada skreślony z listy floty, 30 kwietnia 1946 roku zatopiony przez okupantów na Morzu Japońskim. 
Podczas służby w Kriegsmarine U-511 zatopił 5 statków o łącznej pojemności 41 373 BRT i uszkodził jeden (8 773 BRT).